# Йорга, Николае
Никола́е Йо́рга (рум. Nicolae Iorga; 17 января 1871, Ботошани — 27 ноября 1940, Стрежник, жудец Прахова) — румынский историк, византинист, литературный критик, писатель, академик Румынской академии (1911) и политик. Один из создателей Национально-Демократической партии. В 1931—1932 годах — премьер-министр и министр народного образования. Председатель Сената Румынии (1939).
Автор большого числа работ по истории Румынии, Турции, Балкан, по истории румынской литературы. Положил начало литературному течению «сэмэнэторизма» (от названия журнала «Сэмэнэторул» («Sămănătorul») — сеятель).
Начав как марксист, Йорга стал крайне правым популистом. Был видным деятелем партии «Фронт национального возрождения», поддерживавшей политику короля Кароля II. Вынужденный покинуть Бухарест после землетрясения, в дороге был похищен и убит легионерами «Железной гвардии». Похоронен в Бухаресте на кладбище Беллу.

## Труды
- Византия после Византии
- История Османской империи (в 5 томах)
- История румын (в 10 томах)
- Исследования и документы по истории румын (в 25 томах)

## Память
Изображён на румынских банкнотах 10 000 лей образца 1999 года, позднее — 1 лей образца 2005 года.
- 10 000 лей образца 2000 года с портретом Николае Йорги
- 1 лей образца 2005 года с портретом Николае Йорги